# Joke Swiebel
Joke Swiebel ('s-Gravenhage, 28 november 1941) is een Nederlandse politicologe, voormalige politica voor de Partij van de Arbeid, ambtenaar en activist.
Swiebel studeerde tot 1972 politicologie aan de Universiteit van Amsterdam, waar ze vervolgens enkele jaren werkzaam was als hoofd van de afdelingsbibliotheek. Vanaf 1977 werkte ze voor verschillende ministeries, als beleidsadviseur op het gebied van emancipatie, mensenrechten en antidiscriminatie. In 1988-1995 leidde ze de Nederlandse delegatie naar de VN-commissie voor de positie van vrouwen (United Nations Commission on the Status of Women, CSW).
Van 1999 tot 2004 was ze lid van het Europees Parlement in de fractie Partij van de Europese Sociaaldemocraten namens de Partij van de Arbeid. In die hoedanigheid maakte ze zich sterk voor toezicht op de handhaving van de mensenrechten in de Europese Unie, voor het 'homohuwelijk' en verdere emancipatie van homo's en lesbische vrouwen. Veel eerder, in 1968, was ze voorzitter van de Federatie Studenten Werkgroepen Homoseksualiteit (FSWH) en lid van het hoofdbestuur van het COC (1969-1971 en 1973-1975). Van 2008 tot 2012 was ze voorzitter van IHLIA LGBT heritage.
Op 21 januari 2019 sprak Joke Swiebel een speciale editie van de jaarlijkse Mosse-lezing uit, ter herdenking van de (door de FSWH e.a. georganiseerde) eerste homodemonstratie in Nederland (en heel Europa), die precies vijftig jaar eerder had plaatsgevonden op het Binnenhof.
Op 19 mei 2019 werd de Jos Brink Oeuvre Prijs aan haar toegekend.
Op 26 januari 2024 promoveerde ze, op 82-jarige leeftijd, tot doctor aan de Universiteit van Amsterdam, op een sociaal-wetenschappelijk proefschrift waarin ze vier wetswijzigingen analyseert die de naoorlogse geschiedenis van homoseksualiteit in Nederland markeren: de intrekking van artikel 248bis van het Wetboek van Strafrecht (1971), de Algemene wet gelijke behandeling (1994), de openstelling van het huwelijk voor gelijkgeslachtelijke paren (2001) en de toevoeging van 'seksuele gerichtheid' aan artikel 1 van de Grondwet (2023).

## Publicaties
Van de hand van Joke Swiebel verscheen onder meer:
- met anderen: Afscheid van een moederbinding: uitdaging van nieuw lila aan het COC, Amsterdam, s.n., 1969.
- met anderen: De seringen bloeien of hoe homoseksuele vrouwen uit het vergeetboek komen, Amsterdam, Stichting Dialoog, 1973.
- Unpaid work and policy-making : towards a broader perspective of work and employment, New York, United Nations, Dept. of Economic and Social Affairs, 1999
- Report on equal opportunities for women and men in the European Union, Brussel, Europees Parlement, 2004.
- De roadmap for equality between women and men wat is dat voor een ding? Zeer korte geschiedenis van het Europese vrouwenemancipatiebeleid, Den Haag, E-Quality, 2006.
- Lesbian, gay, bisexual and transgender human rights: the search for an international strategy, Contemporary Politics, 15 (2009), 19-35.
- met Dennis van der Veur: Hate Crimes against Lesbian, Gay, Bisexual and Transgender Persons and the Policy Response of International Governmental Organisations, Netherlands Quarterly of Human Rights, 27 (2009), 485-524.
- Het einde van artikel 248bis: Kantelpunt in de relatie tussen de homobeweging en de overheid. Tĳdschrift voor Genderstudies, 22 (2019), 231-248
- De Algemene wet gelĳke behandeling als mĳlpaal in de geschiedenis van de Nederlandse homo-emancipatie. Beleid en Maatschappĳ , 47 (2020),  290-310.
- Van ‘alternatieve’ relaties naar de openstelling van het huwelijk voor mensen van hetzelfde geslacht: De politieke geschiedenis van de Nederlandse relatiewetgeving. Beleid en Maatschappĳ , 49 (2022), 154-176.
- Seksuele gerichtheid in artikel 1 van de Grondwet: De geschiedenis van een symbolisch strĳdpunt. Historica; tĳdschrift voor gendergeschiedenis, 43 (2022) 41-47.
- Homopolitiek in Nederland, 1966-2023: De symbolische kracht van wetgeving. Amsterdam: AUP (eerder verdedigd als academisch proefschrift, Universiteit van Amsterdam)